# Ulmerochorema luxaturum
Ulmerochorema luxaturum är en nattsländeart som beskrevs av Arturs Neboiss 1962. Ulmerochorema luxaturum ingår i släktet Ulmerochorema och familjen Hydrobiosidae. Inga underarter finns listade i Catalogue of Life.